# Capelleta de la Mare de Déu del Carme
La Capelleta de la Mare de Déu del Carme és una obra de la Ràpita (Montsià) protegida com a Bé Cultural d'Interès Local.

## Descripció
Al barri mariner, al parament exterior d'una casa típica, es troba la fornícula, a l'altura del forjat del primer pis. D'arc rebaixat i petites motllures a sota i a sobre, essent de rajola amb dos petites mènsules la primera.
L'interior està pintat amb blau i l'emmarcament de fusta també. La imatge de guix policromat mostra la verge i el nen.

## Història
La imatge fou restituïda després de la guerra civil (1936-39). La verge de la cinta gaudeix de gran devoció popular a la zona.